# Mayuko Fujiki
Mayuko Fujiki (藤木 麻祐子, Fujiki Mayuko), née le 21 janvier 1975 au Japon, est une nageuse synchronisée japonaise.

## Carrière
Lors des Jeux olympiques de 1996 à Atlanta, Mayuko Fujiki remporte en ballet avec Miya Tachibana, Junko Tanaka, Rei Jimbo, Miho Takeda, Akiko Kawase, Raika Fujii, Riho Nakajima, Kaori Takahashi et Miho Kawabe la médaille de bronze olympique.
Elle devient entraîneuse de l'équipe américaine de natation synchronisée en 2011.